# Idarat al-Mukhabarat al-Amma
l'Idarat al-Mukhabarat al-Amma in (arabo:إدارة المخابرات العامة, tradotto Direttorato generale d'Intelligence) è il più importante servizio d'intelligence civile della Siria, che ha un importante ruolo nella repressione del dissenso all'interno del paese arabo medio-orientale.

## Organizzazione
il direttorato generale d'intelligence è sotto la giurisdizione del ministero dell'interno siriano. Ed è diviso in tre branche:
- Divisione di sicurezza interna
- Divisione di sicurezza esterna
- Divisione degli affari palestinesi

la divisione di sicurezza interna è responsabile della sorveglianza interna della popolazione. La divisione di sicurezza esterna è responsabile delle operazioni d'intelligence all'estero. Mentre la divisione palestinese è responsabile della coordinazione delle attività dei gruppi palestinesi in Siria ed in Libano.
Hisham Ikhtiyar divenne direttore del direttorato di sicurezza generale nel 2001, sostituendo Ali Hammoud, che era divenuto ministro dell'interno. Il generale Bakhtiar era molto vicino al fratello deceduto di Bashar al-Assad Assef Shawkat. Negli ultimi anni del XX secolo il maggior generale Ali Houri era direttorato del direttorato di sicurezza generale. Il servizio era in competizione con l'Idarat al-Amn al-Siyasi nei tardi anni del XX secolo. Il generale Ghazi Kanaan aveva possibilmente diretto la sicurezza esterna del direttorato di sicurezza generale nei tardi anni del XX secolo.
il presidente Bashar al-Assad nel giugno del 2005 ha nominato il generale Ali Mamluk comandante del direttorato di sicurezza generale. Sei anni più tardi nell'aprile del 2011 , il governo statunitense ha imposto delle sanzioni contro Ali Mamluk, affermando che era responsabile di abusi dei diritti umani, incluso l'utilizzo della violenza contro i civili. La sua agenzia aveva represso duramente il dissenso interno, monitorando i cittadini siriani, ed era coinvolta nelle azioni del regime siriano a Dar'a, dove dei protestanti erano stati uccisi dalle forze di sicurezza siriane. Il mese seguente, l'Unione europea ha imposto a sua volta delle sanzioni contro Mamluk, affermando che era coinvolto negli sforzi di reprimeri i motti di protesta contro il regime siriano.

## Direttori
- Adnan Babagh (1971-)
- Ali Madani (anni' 70)
- Nazih Zirayr (?-1983)
- Fu'ad Absi (1983-1987)
- Majid Sa'id (1987-1994)
- Branca interna: Mohammed Nasif Kheirbek (passato- 1999)
- Bashir an-Najjar (1994-1998)
- Ali Houri (1998-2001)
- Vice-direttore: Mohammed Nasif Kheirbek (1999-giugno 2005)
- Branca interna (251): Bahjat Suleiman (1999-giugno 2005)
- Branca esterna: Ayyad Mahmud (1999-)
- Ali Hammoud (ottobre-dicembre 2001)
- Hisham Ikhtiyar (2001-giugno 2005)
- Ali Mamlouk (giugno 2005-2010), l'Unione europea lo ha sanzionato per "violenza contro i protestanti durante l'insurrezione in Siria"
- Vice-direttore: Hassan Khallouf (giugno 2005-)
- Branca interna (251): Fouad Nasif Kheir Bek (giugno 2005-)
- Vice-direttore: Jamil Hassan (passato-1999)
- branca d'informazioni: Zouheir Hamad (- luglio 2010)
- Zouheir Hamad (luglio 2010-luglio 2012), l'Unione europea lo ha sanzionato per "l'utilizzo della violenza all'interno della Siria e per l'intimidazione e la tortura dei protestanti durante la Guerra civile in Siria".
- Vice-direttore: generale Nazih (passato-luglio 2012)
- Branca d'informazioni: Ghassan Khalil (luglio 2010- oggi)
- Mohammed Dib Zaitoun (luglio 2012-oggi)
- Vice-direttore: Zouheir Hamad (luglio 2012-oggi)
- Branca interna (251): Tawfiq Younes (2011)